# Leu romeno
Il leu rumeno (plurale lei; codice ISO 4217: RON) è la moneta ufficiale della Romania, utilizzato dalla fondazione della Banca Nazionale Rumena nel 1880. Ciascun leu è diviso in 100 bani (singolare ban).
Il governo aveva inizialmente fissato al 2019 il passaggio all'euro come valuta ufficiale. Sviluppi più recenti hanno spostato in avanti la data del possibile ingresso del sistema economico rumeno nella zona euro. Le banconote sono difficilmente distruttibili per evitarne la contraffazione.

## Etimologia del leu
Nel secolo XVII, negli stati romeni si usava come valuta il tallero olandese (löwenthaler). Tale moneta raffigurava un leone, in rumeno leu (lei al plurale), e così veniva chiamata comunemente dal popolo. La denominazione è rimasta e ha dato il nome alla moneta attuale.

## Storia

### Primo leu: 1867-1947

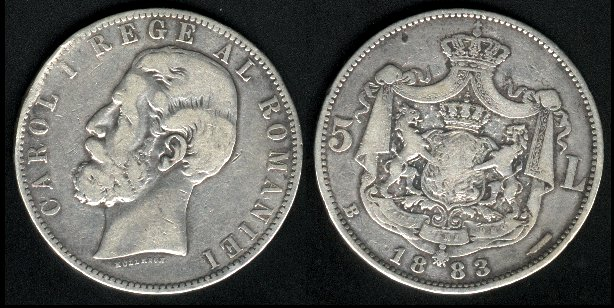
5 Lei in moneta, coniati nel 1883

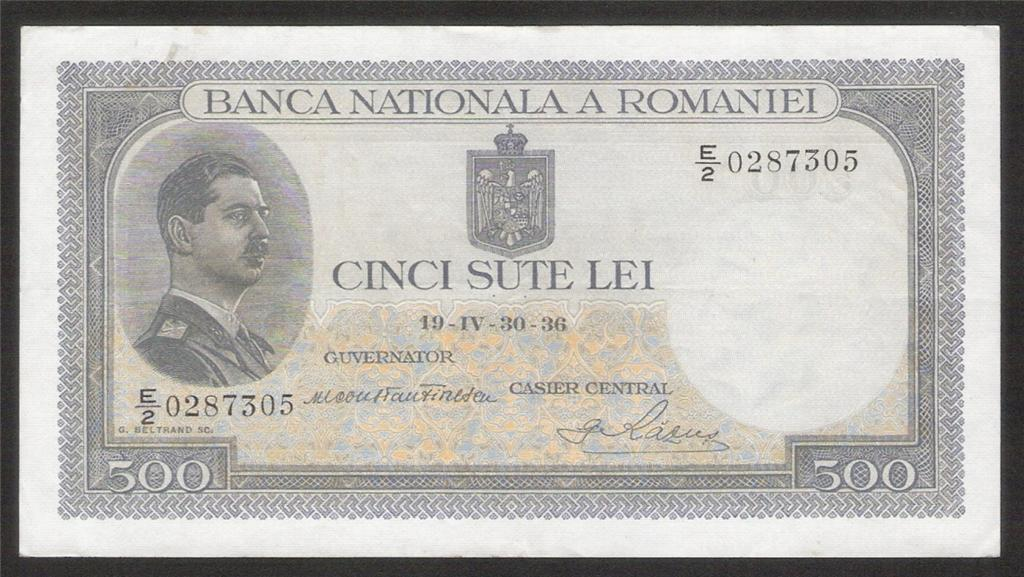
500 Lei in banconota del 1936, raffiguranti Carlo II di Romania

Nel 1860 il Domnitor Alexandru Ioan Cuza tentò di creare una valuta nazionale, il Romanul, ma il progetto non fu approvato da parte dell'Impero ottomano.
Il 22 aprile 1867 venne adottata una valuta bimetallica, il leu, pari a 5 grammi di argento 83,5 % od a 0,29032 grammi di oro. La prima moneta in leu venne coniata in Romania nel 1870.
Prima del 1878 il rublo russo d'argento era valutato in modo così alto da danneggiare le valute locali in circolazione. Di conseguenza, nel 1889, la Romania aderì all'Unione monetaria latina e adottò un sistema aureo. Le monete d'argento avevano corso legale solo fino ai 50 lei. Tutte le imposte e tasse doganali dovevano essere pagate in oro e, a causa delle piccole quantità emesse dalla zecca rumena, le monete d'oro straniere erano usate, soprattutto quelle francesi con pezzi da 20 franchi (pari al valore nominale di 20 lei), oro turco lire (22,70), i vecchi imperiali russi (20,60) e sovrani britannici (25,22).
La Romania abbandonò il gold standard nel 1914 e il valore del leu crollò. Il tasso di cambio fu fissato a 167,20 lei = 1 dollaro statunitense in data 7 febbraio 1929, 135,95 lei il 5 novembre 1936, 204,29 lei il 18 maggio 1940 e 187,48 lei il 31 marzo 1941. Durante l'alleanza della Romania con la Germania nazista, il leu venne ancorato al Reichsmark ad un tasso di 49,50 lei = 1 Reichsmark, scendendo a 59,50 lei nel mese di aprile del 1941. Durante l'occupazione sovietica, il tasso di cambio era di 1 rublo = 100 lei. Dopo la guerra, il valore della moneta scese drasticamente e la Banca nazionale emise la banconota con la più alta denominazione della sua storia: 5 milioni di lei.

### Secondo leu: 1947-1952
Una rivalutazione ("Grande stabilizzazione") ebbe luogo il 15 agosto 1947, sostituendo il vecchio leu a un cambio di 20.000 vecchi lei = 1 nuovo leu. Nessun preavviso venne dato e ci furono limiti per gli importi da convertire nella nuova moneta: 5.000.000 lei vecchi per gli agricoltori e 3 milioni di lei per i lavoratori e i pensionati. Dei 48,5 miliardi di vecchi lei in circolazione, solo circa la metà furono cambiati in nuovi lei. La più attaccata fu l'élite economica, che successivamente venne colpita dalla nazionalizzazione del 1948. Al momento della sua introduzione, 150 nuovi lei erano pari a 1 dollaro statunitense.

### Terzo leu (ROL): 1952-2005

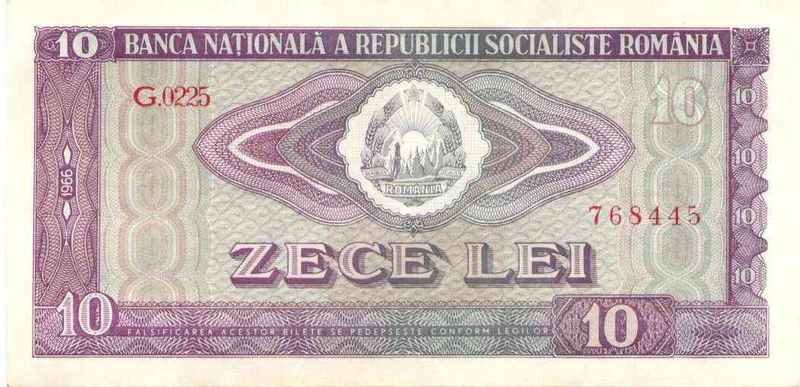
10 Lei in banconota, emessa nel 1966

Il 28 gennaio 1952 venne introdotto un nuovo leu. A differenza della precedente rivalutazione, vennero impiegate tariffe diverse per vari tipi di scambi (liquidità, depositi bancari, debiti, ecc.) e importi diversi. Questi tassi variavano da 20 a 400 "vecchi lei" per 1 "nuovo leu". Anche in questo caso, nessun preavviso venne dato prima che la riforma avesse luogo.
Tra il 1970 e il 1989 il tasso di cambio ufficiale venne fissato dal governo per legge. Questo tasso di cambio venne utilizzato dal governo per calcolare il valore del commercio estero, ma la valuta estera non era disponibile per essere acquistata e venduta dai privati. Possedere o tentare di acquistare o vendere valuta estera era un reato, punibile con una pena detentiva che poteva arrivare fino a 10 anni (a seconda della quantità di valuta straniera di cui si veniva trovati in possesso). Il commercio internazionale era quindi considerato come parte di un altro circuito economico di commercio interno e gli era data maggiore priorità.
Questa rigidità e l'esistenza di soldi in eccedenza a causa del costante declino economico nel 1980, uniti alla necessità di una maggiore valuta estera e al rifiuto del regime di Ceaușescu di accettare l'inflazione come un fenomeno al fine di raggiungere convertibilità, portarono ad una delle più grandi crisi dal lato dell'offerta nella storia rumena, culminata con l'introduzione di un parziale razionamento del cibo nel 1980 e il pieno razionamento per tutti gli alimenti di base nel 1986-1987. Questo fu un fattore importante del crescente malcontento nei confronti di Ceaușescu e contribuì in parte alla caduta del regime comunista nel 1989.
|                                                               |                              |
| 1 milione di vecchi lei 168 mm × 78 mm                        | 100 nuovi lei 147 mm × 82 mm |
| Stesso design, dimensioni diverse. Le immagini sono in scala. |                              |

Nel 1990, dopo la caduta del comunismo, l'inflazione correva alta a causa di errori di riforma; perciò, insieme alla legalizzazione del possesso di valuta estera nel 1990, i tassi raggiunsero e superarono il 300% all'anno nel 1993. Nel settembre del 2003 veniva scambiato 1 € per più di 40.000 lei, essendo questo il suo valore di picco. In seguito ad una serie di politiche monetarie di successo alla fine del 1990 e primi anni del 2000, la situazione divenne gradualmente più stabile, con una inflazione a due cifre nel 2005.

### Quarto leu (RON): 2005-presente
Il 1º luglio 2005 il leu venne rivalutato al tasso di 10.000 "vecchi" lei (ROL) per un "nuovo" leu (RON), portando così psicologicamente il potere d'acquisto del leu in linea con quello delle altre principali valute occidentali. Il termine scelto per l'azione era "denominare", simile alla "denominazione" inglese, per indicare non una conversione, ma piuttosto una reinvenzione totale.
Il primo giorno vi furono difficoltà di adattamento alle nuove valute di carta e bancomat chiusi (era necessaria la riprogrammazione), costringendo ad una nuova abitudine di calcolo che rallentò gli scambi e infastidì alcuni membri del personale di vendita e gli acquirenti più anziani. Le vecchie banconote in valuta ROL rimasero in circolazione fino al 31 dicembre 2006 (le monete rimasero in circolazione solo fino al 31 dicembre 2005), ma tutti i conti vennero convertiti dal 1º luglio 2005. Non vi è stato alcun limite di tempo di conversione tra le valute. I rivenditori dovettero visualizzare i prezzi sia in valuta vecchia e nuova dal 1º marzo 2005 al 30 giugno 2006. L'apprezzamento del leu nel corso del 2005 fu di circa il 20% in confronto ad un paniere delle altre principali valute.
A partire dal 2006 la rivalutazione è stata una potenziale fonte di confusione, in particolare per i visitatori, in quanto i valori vecchi e nuovi di valuta sono stati a lungo comunemente citati. Quando scritti, i grandi importi in moneta vecchia di solito sono evidenti, ma gli abitanti parlando possono fare riferimento a un importo di 5 nuovi lei semplicemente come "cinquanta", in riferimento al suo valore di 50.000 vecchi lei. Anche evidente è quando si parla di milioni di lei, indicando in effetti centinaia.

## Situazione attuale della moneta
Dal 1º luglio 2005 il nuovo leu (RON) ha sostituito il vecchio leu (ROL). Il tasso di cambio tra le due monete è:
- 1 nuovo leu = 10.000 vecchi lei

## Monete e banconote
Esistono in circolazione le seguenti monete e banconote:
- Monete: 1 ban, 5 bani, 10 bani, 50 bani.
- Banconote: 1 leu, 5 lei, 10 lei, 20 lei, 50 lei, 100 lei, 200 lei, 500 lei.

Queste hanno convissuto fino al 31 dicembre 2006 con le monete e banconote denominate in vecchi lei (tra parentesi gli importi equivalenti in nuovi lei):
- Monete: 500 lei (5 bani), 1.000 lei (10 bani), 5.000 lei (50 bani).
- Banconote: 10.000 lei (1 leu); 50.000 lei (5 lei), 100.000 lei (10 lei), 500.000 lei (50 lei), 1.000.000 lei (100 lei).